# Nicaragua op de Olympische Zomerspelen 1984
Nicaragua nam deel aan de Olympische Zomerspelen 1984 in Los Angeles, Verenigde Staten.

## Deelnemers en resultaten

### Boksen
| Olympiër      | Discipline | Resultaat | Prestatie                                                |
| ------------- | ---------- | --------- | -------------------------------------------------------- |
| Gustavo Cruz  | -54kg (m)  | 17e       | 1ste ronde: vrij 2de ronde: V van ZAM Zulu: 0-5          |
| Omar Méndez   | -60kg (m)  | 17e       | 1ste ronde: vrij 2de ronde: V van USA Whitaker: 0-5      |
| Mario Centeno | -71kg (m)  | 17e       | 1ste ronde: vrij 2de ronde: V van JPN Ogiwara: knock-out |

### Gewichtheffen
| Olympiër      | Discipline | Resultaat | Prestatie                                                   |
| ------------- | ---------- | --------- | ----------------------------------------------------------- |
| Alfredo Palma | -60kg (m)  | 17e       | trekken: 19de met 90kg stoten: 17de met 210kg totaal: 300kg |
| Luis Salinas  | -100kg (m) | DNF       | trekken: geen geldige poging                                |

Algerije · Amerikaanse Maagdeneilanden · Andorra · Antigua en Barbuda · Argentinië · Australië · Bahama’s · Bahrein · Bangladesh · Barbados · België · Belize · Benin · Bermuda · Bhutan · Birma · Bolivia · Bondsrepubliek Duitsland · Botswana · Brazilië · Britse Maagdeneilanden · Canada · Centraal-Afrikaanse Republiek · Chili · China · Chinees Taipei · Colombia · Congo-Brazzaville · Costa Rica · Cyprus · Denemarken · Djibouti · Dominicaanse Republiek · Ecuador · Egypte · El Salvador · Equatoriaal-Guinea · Fiji · Filipijnen · Finland · Frankrijk · Gabon · Gambia · Ghana · Grenada · Griekenland · Groot-Brittannië · Guatemala · Guinee · Guyana · Haïti · Honduras · Hongkong · Ierland · IJsland · India · Indonesië · Irak · Israël · Italië · Ivoorkust · Jamaica · Japan · Joegoslavië · Jordanië · Kaaimaneilanden · Kameroen · Kenia · Koeweit · Lesotho · Libanon · Liberia · Liechtenstein · Luxemburg · Madagaskar · Malawi · Maleisië · Mali · Malta · Marokko · Mauritanië · Mauritius · Mexico · Monaco · Mozambique · Nederland · Nederlandse Antillen · Nepal · Nicaragua · Nieuw-Zeeland · Niger · Nigeria · Noord-Jemen · Noorwegen · Oeganda · Oman · Oostenrijk · Pakistan · Panama · Papoea-Nieuw-Guinea · Paraguay · Peru · Portugal · Puerto Rico · Qatar · Roemenië · Rwanda · Salomonseilanden · Samoa · San Marino · Saoedi-Arabië · Senegal · Seychellen · Sierra Leone · Singapore · Soedan · Somalië · Spanje · Sri Lanka · Suriname · Swaziland · Syrië · Tanzania · Thailand · Togo · Tonga · Trinidad en Tobago · Tsjaad · Tunesië · Turkije · Uruguay · Venezuela · Verenigde Arabische Emiraten · Verenigde Staten · Zaïre · Zambia · Zimbabwe · Zuid-Korea · Zweden · Zwitserland